# رصدخانه آرسیبو
رصدخانهٔ آرسیبو (به انگلیسی: Arecibo Observatory) یک مرکز ستاره‌شناسی رادیویی متعلق به بنیاد ملی علوم ایالات متحده آمریکا در شمال پورتوریکو است.
این رصدخانه رادیویی که در ارتفاعات این جزیره قرار دارد توسط دانشگاه کرنل اداره می‌شود.
مرکز ملی ستاره‌شناسی و یونوسفر آمریکا در این مکان قرار دارد.
رصدخانهٔ آرسیبو با قطر ۳۰۵ متر تا پیش از ساختن رصدخانه مشابهی در چین در سال ۲۰۱۶ بزرگ‌ترین رادیوتلسکوپ جهان بود.

## کارایی
بیشترین کاربرد رصدخانهٔ آرسیبو زیر نظر گرفتن سیارک‌های نزدیک به زمین بود که ممکن است تهدیدی برای زمین باشد. رصدخانهٔ آرسیبو این کار را با تعیین جرم، سرعت، فاصله، و مدار سیارک‌هایی که به زمین نزدیک می‌شدند انجام می‌داد.

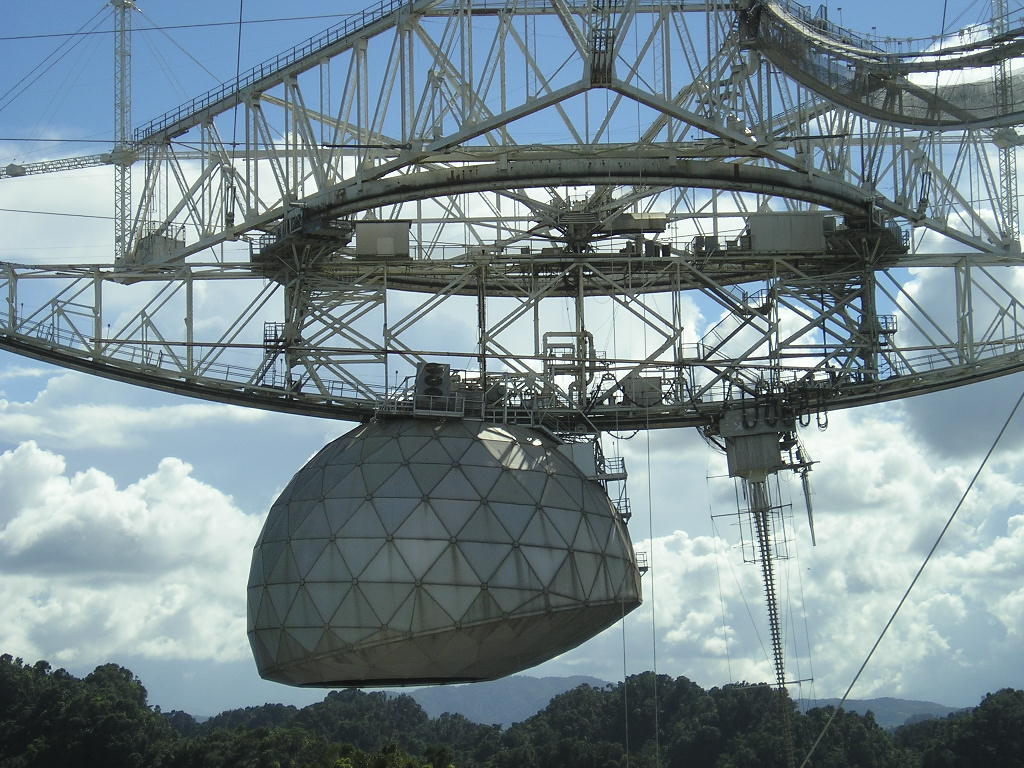
نمایی از گیرنده رصدخانه

مهمترین دستاورد رصدخانهٔ آرسیبو در اوایل دهه ۱۹۹۰ (میلادی) بود که با ثبت تکانه‌هایی در اطراف تپ‌اخترها نخستین سیاره‌های خارج از سامانه خورشیدی را پیدا کرد.
پژوهشگران در رصدخانهٔ آرسیبو در سال ۱۹۸۱ (میلادی) به تهیه نخستین نقشه‌های سطح سیاره ناهید کمک کردند.
رصدخانهٔ آرسیبو نقش بزرگی در تربیت ستاره‌شناسان داشته است.

## گردشگری
پس از آن که در سال ۱۹۹۵ از این  رصدخانه به عنوان محل فیلم‌برداری فیلم گولدن‌آی از سری فیلم‌های جیمز باند مورد استفاده قرار گرفت به یکی جاذبه‌های گردشگری پورتوریکو تبدیل شد.

## پایان کار
در سال‌های ۲۰۱۸ و ۲۰۲۰ کابل‌های نگهدارنده گیرنده رصدخانه، بر اثر توفان آسیب دیدند. در سال ۲۰۲۰ پژوهشگران اعلام کردند که کابل‌های نگهدارنده گیرنده، دیگر قابل تعمیر نیستند. در ۱ دسامبر ۲۰۲۰ رصدخانه آرسیبو بر اثر ریزش سازه آن دچار آسیب شدیدی شد.